# Beqë Cufaj
Beqë Cufaj (* 3. Dezember 1970 in Dečani) ist kosovo-albanischer Schriftsteller und Journalist. Von 2018 bis 2021 war Cufaj Botschafter der Republik Kosovo in Deutschland.

## Leben und Werdegang
Beqë Cufaj besuchte in seiner Geburtsstadt von 1977 bis 1985 die Grundschule und danach bis 1989 das Gymnasium „Vëllëzerit Frashëri“. Ab 1990 bis 1994 studierte er albanische Sprach- und Literaturwissenschaft an der Universität Pristina. Cufaj lebt seit 1995 in Deutschland, ist verheiratet hat zwei Töchter und lebt in Berlin.
Cufaj lebte und arbeitete bis zu seiner Akkreditierung zum Botschafter im Juli 2018 in Stuttgart und Bonn und war in dieser Zeit u. a. als freier Mitarbeiter internationaler Zeitungen (wie z. B. FAZ, Neue Zürcher Zeitung, Courrier International) tätig. Er verfasst schon seit seiner Studienzeit Kolumnen für die albanischen Tages- und Wochenzeitungen Zeri, Koha, Fjala und war von 1997 bis 2007 für die Tageszeitung „Koha Ditore“ akkreditierter Korrespondent beim Bundespresseamt in Deutschland. Er war 2013 Mitbegründer des Nachrichtenportals gazetablic.com. 2018 wurde er schließlich zum Botschafter der Republik Kosovo in Deutschland ernannt. Dieses Amt hatte er bis 2021 inne. Ihm folgte Faruk Ajeti nach.

## Werke
- 1994: balada (Gedichte) Rilindja, Pristina.
- 1996: 205 (Erzählungen) Dukagjini, Pristina.
- 2000: Kosova – Rückkehr in ein verwüstetes Land (Essaysammlung),  ISBN 3-552-04971-1, Verlag Zsolnay,
- 2004: Shkëlqimi i huaj (Roman) Dukagjini.
- 2005: Der Glanz der Fremde (Roman), ISBN 3-552-05330-1, Verlag Zsolnay.
- 2012: projekt@party (Roman), ISBN 978-3-905951-17-2, Secession Verlag, Zürich.
- 2013: Last Exit Degerloch (Theaterstück), Schauspielbühne am Laboratoriumstheater und Theaterstadt Stuttgart.

## Auszeichnungen und Ehrungen
- 2001: Förderpreis „Bruno Kreisky“ für das Buch „Kosova – Rückkehr in ein verwüstetes Land“.
- 2005: Preis „Buch des Jahres 2005“ des kosovarischen Schriftstellerverbands für „Shkëlqimi i Huaj“.
- 2012: Preis „Buch des Jahres“ vom Wirtschaftsklub Literaturhaus Stuttgart für „projekt@party“.